# Кинлохберви
Кинлохбе́рви (англ. Kinlochbervie) — небольшой прибрежный посёлок на севере области Хайленд в Шотландии.

## История
Первые поселения в этих краях относятся ещё к доисторическим временам, а основа современного поселка была заложена в XVII веке, когда в эту местность переселилось с Гебридских островов несколько семей Моррисонов. Эта фамилия остается наиболее распоространенной в Кинлохберви и по сей день.

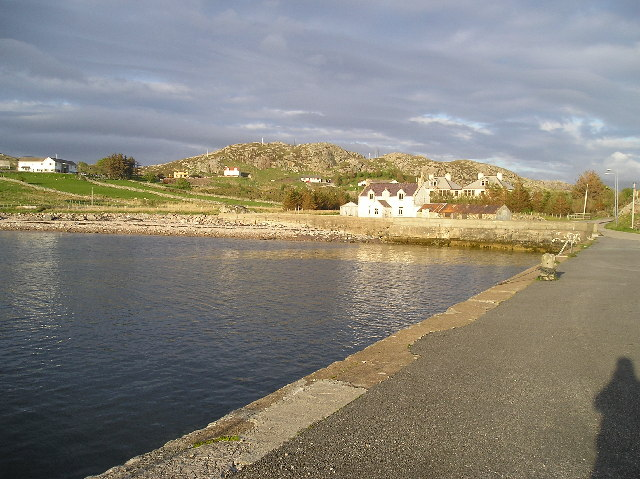
Старая гавань в Кинлохберви

В 20-х годах XIX века население поселка существенно выросло — главным образом за счет перемещенных лиц. В 1829 году неподалёку от гавани была построена церковь по проекту Томаса Телфорда. В 1846 году болезни картофеля спровоцировали голод, и многие жители уехали из Кинлохберви. Возрождение жизни в поселке произошло в XX веке, когда основной сферой занятости местного населения стал промысел рыбы.